# The Dock Brief
The Dock Brief è un film comico britannico del 1962 diretto da James Hill, basato sull'omonima commedia teatrale scritta da John Mortimer. Il film è inedito in Italia.
Negli Stati Uniti d'America il film venne distribuito con il titolo Trial and Error.
Per la sua interpretazione, Richard Attenborough ricevette una candidatura ai premi BAFTA del 1963 come miglior attore.

## Trama
In una cella nei sotterranei dell'Old Bailey, due uomini si incontrano. Uno è Wilfred Morgenhall, un avvocato scapolo che non vince mai una causa ed è felicissimo di aver ottenuto questo "dock brief", in gergo la difesa d'ufficio di un accusato senza avvocato (a spese pubbliche). L'altro è il suo cliente Herbert Fowle, un uomo insignificante che vuole solo dichiararsi colpevole dell'omicidio di sua moglie e farla finita.
I flashback mostrano che era impossibile vivere con sua moglie e Fowle, che la evitava il più possibile, escogitò un complotto per sbarazzarsi di lei accogliendo un inquilino in casa con l'idea di inscenare un "delitto d'onore". L'inquilino trovò divertente e attraente la signora Fowle, finché un giorno si spinse troppo oltre e la donna lo cacciò fuori di casa. Disperato per il fallimento del suo complotto, Fowle la uccise.
Morgenhall si impegna nella difesa, aumentando nel processo la volontà di Fowle di combattere. Ma quando arriva il verdetto, egli viene dichiarato colpevole. Morgenhall va a trovarlo in prigione, dove viene a sapere che Fowle è stato rimproverato perché la sua difesa era così scarsa. I due se ne vanno insieme, due uomini soli e inadeguati che sono diventati amici.

## Produzione
Pierre Rouve scrisse la sceneggiatura basandosi sull'omonima commedia teatrale scritta da John Mortimer e ricorse all'espediente dei flashback per l'adattamento cinematografico.

### Riprese
Le riprese si svolsero tra marzo e aprile 1962 presso gli Shepperton Studios di Londra. John Mortimer disse che Peter Sellers voleva interpretare il ruolo recitando con un forte accento del nord e fu il regista James Hill a dissuaderlo dicendogli che il personaggio doveva "indubbiamente avere origini meridionali".

## Distribuzione
Il film ebbe la sua prima mondiale il 20 settembre 1962 al Plaza Theatre nel West End di Londra.